# Kioniskos der Philokleia

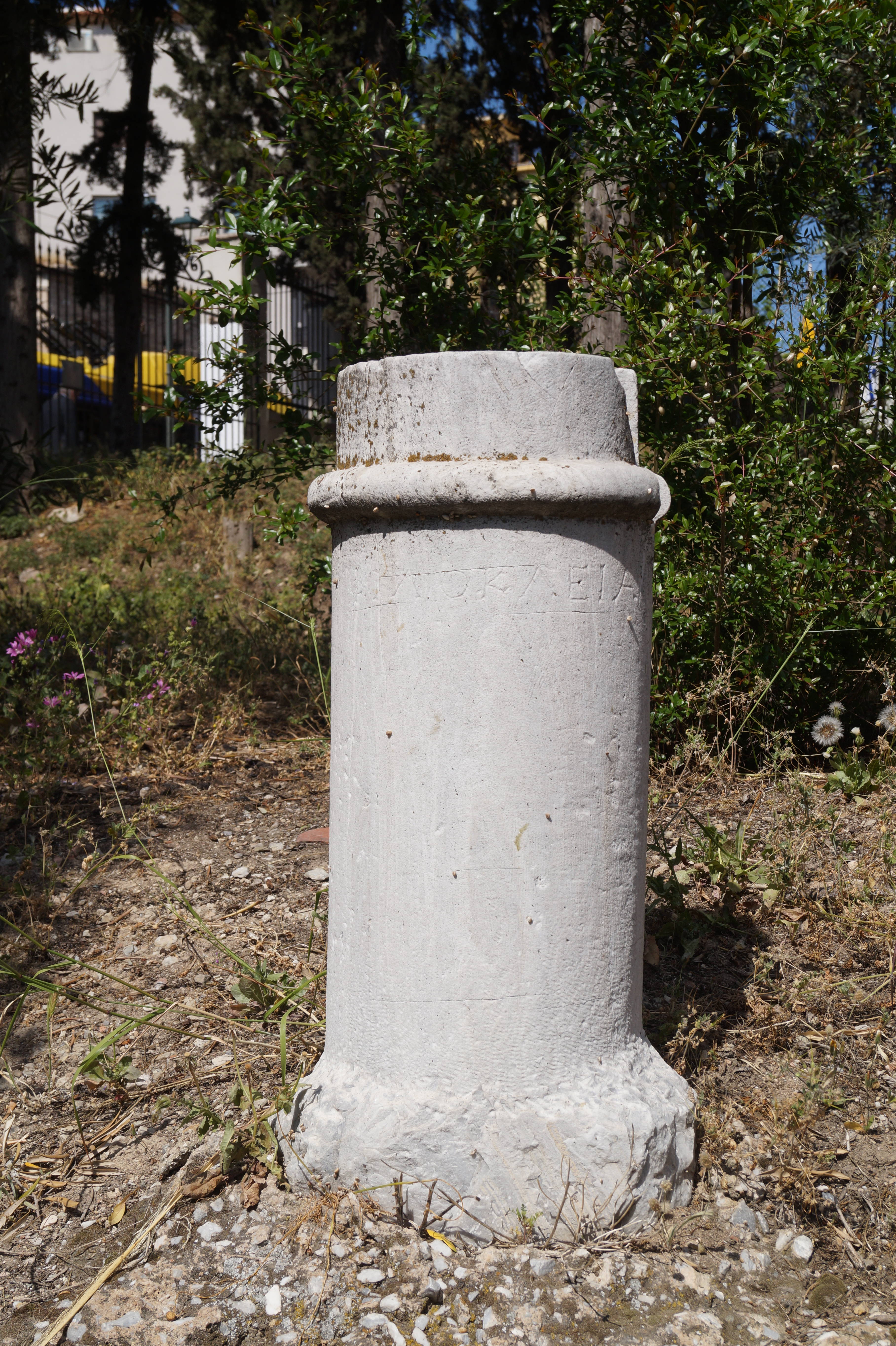
Kioniskos der Philokleia

Der Kioniskos der Philokleia ist ein Grabdenkmal auf dem antiken athenischen Friedhof Kerameikos.
Der Kioniskos der Philokleia wurde bei den von Klaus Vierneisel geleiteten Ausgrabungen des Deutschen Archäologischen Instituts Athen 1961/62 im Bereich der Nordseite der Heiligen Straße der Kerameikos-Nekropole von Athen gefunden. Das Grabmal wurde etwas westlich eines Grabbaus aus Porosblöcken gefunden und steht im Vergleich zu diesem etwas nach Norden versetzt. Der Kioniskos wurde nach dem Erlass des Grabluxusgesetzes durch Demetrios von Phaleron (317 bis 307 v. Chr.) aufgestellt. Im sehr wahrscheinlich zugehörigen Grab fand man einen bronzenen Spiegel, ein Webgewicht sowie zwei Unguentarien.
In der Nähe wurden der Grabbezirk der Plathane und des Polykrates und das Grabgemälde des Hermon gefunden; zudem ein Grabbau aus Lehmziegeln und der eingangs erwähnte Grabbau aus Porosblöcken, wo in einer Opferrinne reiche Beigaben mit Keramik des Meidias-Malers und des Frauenbad-Malers gefunden wurden.